# Silvicultrix
Silvicultrix (Tapuittirannen) is een geslacht van zangvogels uit de familie tirannen (Tyrannidae).

## Soorten
Het geslacht kent de volgende soorten:
- Silvicultrix diadema – Diadeemtapuittiran
- Silvicultrix frontalis – Kroontapuittiran
- Silvicultrix jelskii – Jelski's tapuittiran
- Silvicultrix pulchella – Goudbrauwtapuittiran
- Silvicultrix spodionota – Zuidelijke kroontapuittiran